# Jester Hairston
Jester Joseph Hairston (Belews Creek, 9 luglio 1901 – Los Angeles, 18 gennaio 2000) è stato un compositore e attore statunitense.
Tra le sue composizioni vi sono Amen (1964), canzone gospel interpretata dai The Impressions e Mary's Boy Child, brano natalizio del 1956 interpretato da Harry Belafonte

## Filmografia parziale

### Cinema
- Zingaro (Gypsy Colt), regia di Andrew Marton (1954)
- Raymie, regia di Frank McDonald (1960)
- La battaglia di Alamo (The Alamo), regia di John Wayne (1960)
- La calda notte dell'ispettore Tibbs (In the Heat of the Night), regia di Norman Jewison (1967)
- La signora del blues (Lady Sings the Blues), regia di Sidney J. Furie (1972)
- The Bingo Long Traveling All-Stars & Motor Kings, regia di John Badham (1976)
- Scappa, scappa... poi ti prendo! (I'm Gonna Git You Sucka), regia di Keenen Ivory Wayans (1988)

### Televisione
- The Amos 'n' Andy Show – serie TV, 10 episodi (1951-1953)
- Screen Directors Playhouse – serie TV, episodio 1x06 (1955)
- The 20th Century-Fox Hour – serie TV, episodio 1x12 (1956)
- The Court of Last Resort – serie TV, episodio 1x22 (1958)
- That's My Mama – serie TV, 25 episodi (1974-1975)
- Amen – serie TV, 110 episodi (1986-1991)